# Gaj Marije
 Ovo je glavno značenje pojma Gaj Marije. Za rimskog konzula pogledajte Gaj Marije (konzul 82. pr. Kr.).
Gaj Marije (157. pr. Kr. - 13. siječnja 86. pr. Kr.), plebejac, bio je vođa stranke populara.
Ratuje s numidijskim kraljem Jugurtom 111. - 105. pr. Kr., ratuje s Germanima (Cimbri, Teutonci, Ambroni), profesionalizira vojsku svojim reformama, u kojoj je služba trajala 16 godina, te veterani na kraju službe dobivaju zemljište (najčešće u novoosvojenim područjima da provedu romanizaciju). 
Poslije pobjede nad Teutoncima i Cimbrima, kojom je spasio Italiju najezde ovih barbarskih plemena, dočekan je u Rimu kao "drugi Kamilo". 
Sedam puta je bio rimski konzul. Vodio krvave građanske ratove protiv Kornelija Sule. Oženio je Juliu Caesaria, tetku Gaja Julija Cezara. Umro u Rimu dok je Sula ratovao na istoku protiv pontskog kralja Mitridata.